# Mackayite
La mackayite è un minerale, chiamato in onore di John William Mackay (1831-1902) minatore.

## Abito cristallino
Forma piccole bipiramidi e piccoli cristalli prismatici.

## Origine e giacitura
Il minerale si trova nelle zone di ossidazione di miniere contenenti pirite e tellururi oppure tellurio nativo, molto più raramente insieme a oro nativo, baritina, alunite e quarzo.

## Forma in cui si presenta in natura
In piccole bipiramidi ottuse o in piccoli prismetti vetrosi lucenti.

## Caratteristiche chimico-fisiche
- Indici di rifrazione[1]:
  - ω: 2,19
  - ε: 2,21
- Dicroismo[2]:
  - (e): verde
  - (w): verde-giallastro
- Densità di elettroni: 4,67 gm/cc[2]
- Indice di fermioni: 0,05[2]
- Indice di bosone: 0,95[2]
- Fotoelettricità: 223,27 barn/elettrone[2]

## Località di ritrovamento
Il minerale è stato trovato in:
- Nevada (miniera di Goldfield), Arizona (miniera di Tombstone), Messico (miniera di Monctezuma).